# راي جونز (سياسي)
راي جونز (بالإنجليزية: Ray Jones)‏ هو محامي وسياسي أمريكي، ولد في 6 أكتوبر 1969 في ويتسبورغ في الولايات المتحدة. حزبياً، نشط في الحزب الديمقراطي.

## وصلات خارجية
- الموقع الرسمي